# Cattedrali in Guinea Equatoriale

Cattedrale di Sant'Elisabetta a Malabo

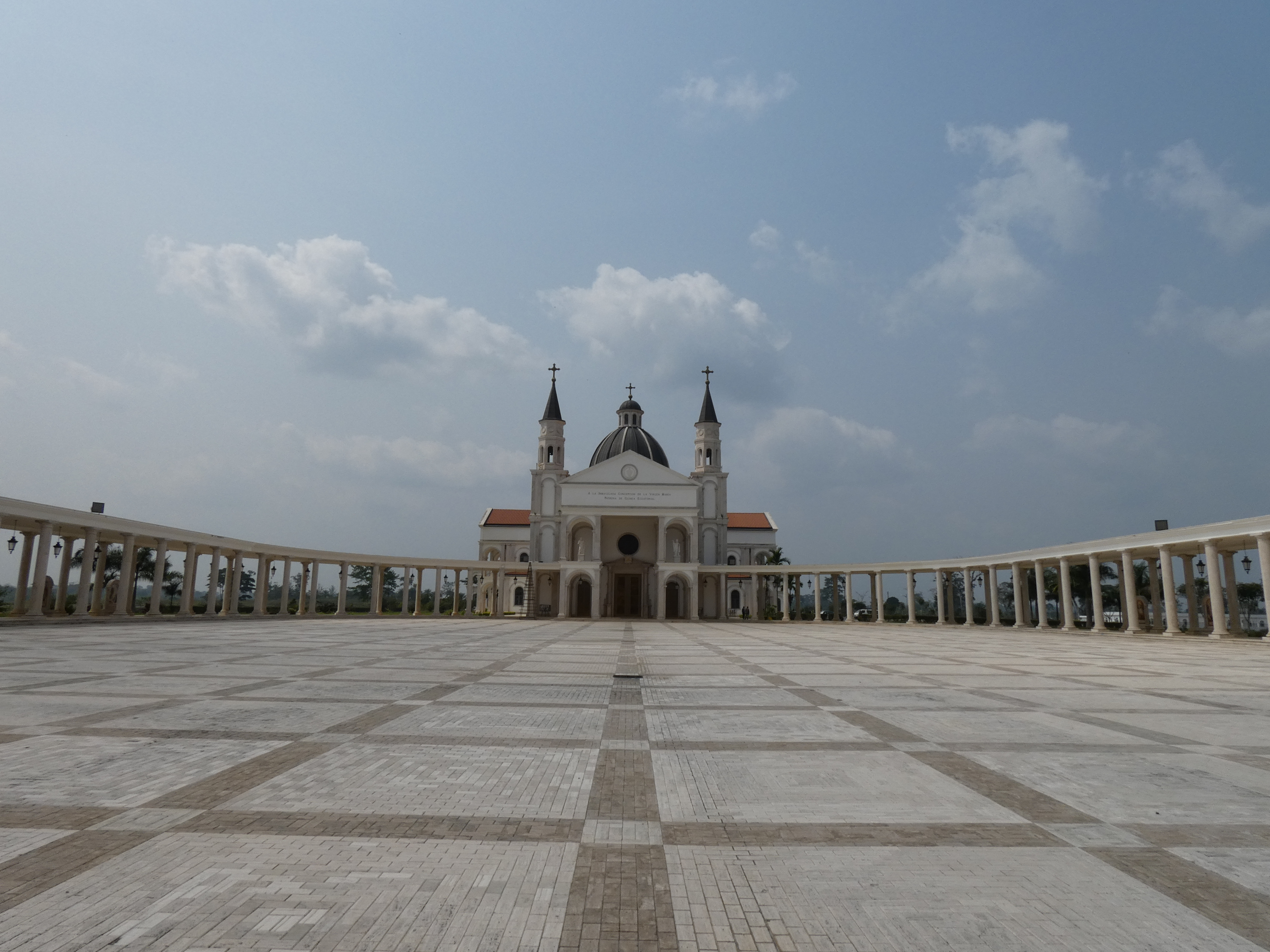
La Cattedrale dell'Immacolata Concezione a Mongomo

Questa è una lista delle cattedrali in Guinea Equatoriale.

## Cattedrali cattoliche
| Cattedrale                            | Arcidiocesi o Diocesi | Località  |
| ------------------------------------- | --------------------- | --------- |
| Cattedrale di Sant'Elisabetta         | Arcidiocesi di Malabo | Malabo    |
| Cattedrale della Madonna del Pilar    | Diocesi di Bata       | Bata      |
| Cattedrale di Ebebiyín                | Diocesi di Ebebiyín   | Ebebiyín  |
| Cattedrale di San Giuseppe            | Diocesi di Evinayong  | Evinayong |
| Cattedrale dell'Immacolata Concezione | Diocesi di Mongomo    | Mongomo   |